# Чериков
Чериков (або Чериків, біл. Чэрыкаў) — місто в Білорусі. Центр Чериковського району Могильовської області. Населення — 17 тисяч жителів. Розташований на річці Сож, за 32 км від залізничного вузла Кричев, за 77 від Могильова. У місті розташовані консервно-крохмальний комбінат, філія Чауського маслосирзавода, цегельний завод.